# Blang Crum
Blang Crum is een bestuurslaag in het regentschap Lhokseumawe van de provincie Atjeh, Indonesië. Blang Crum telt 2772 inwoners (volkstelling 2010).